# Gobardanga
Gobardanga (en bengalí: গোবরডাঙ্গা ) es una ciudad de la India, en el distrito de 24 Parganas norte, estado de Bengala Occidental.

## Geografía
Se encuentra a una altitud de 12 m s. n. m. a 60 km de la capital estatal, Calcuta, en la zona horaria UTC +5:30.

## Demografía
Según estimación 2010 contaba con una población de 46 342 habitantes.